# Xã Foldahl, Quận Marshall, Minnesota
Xã Foldahl (tiếng Anh: Foldahl Township) là một xã thuộc quận Marshall, tiểu bang Minnesota, Hoa Kỳ. Năm 2010, dân số của xã này là 62 người.